# سیلور بی (مینه‌سوتا)
سیلور بی، مینه‌سوتا (به انگلیسی: Silver Bay, Minnesota) یک شهر در ایالات متحده آمریکا است که در Lake County واقع شده‌است.

## خصوصیات
سیلور بی ۲۱٫۶۵ کیلومترمربع مساحت و ۱٬۸۸۷ نفر جمعیت دارد و ۲۳۳ متر بالاتر از سطح دریا واقع شده‌است.